# 雲光院

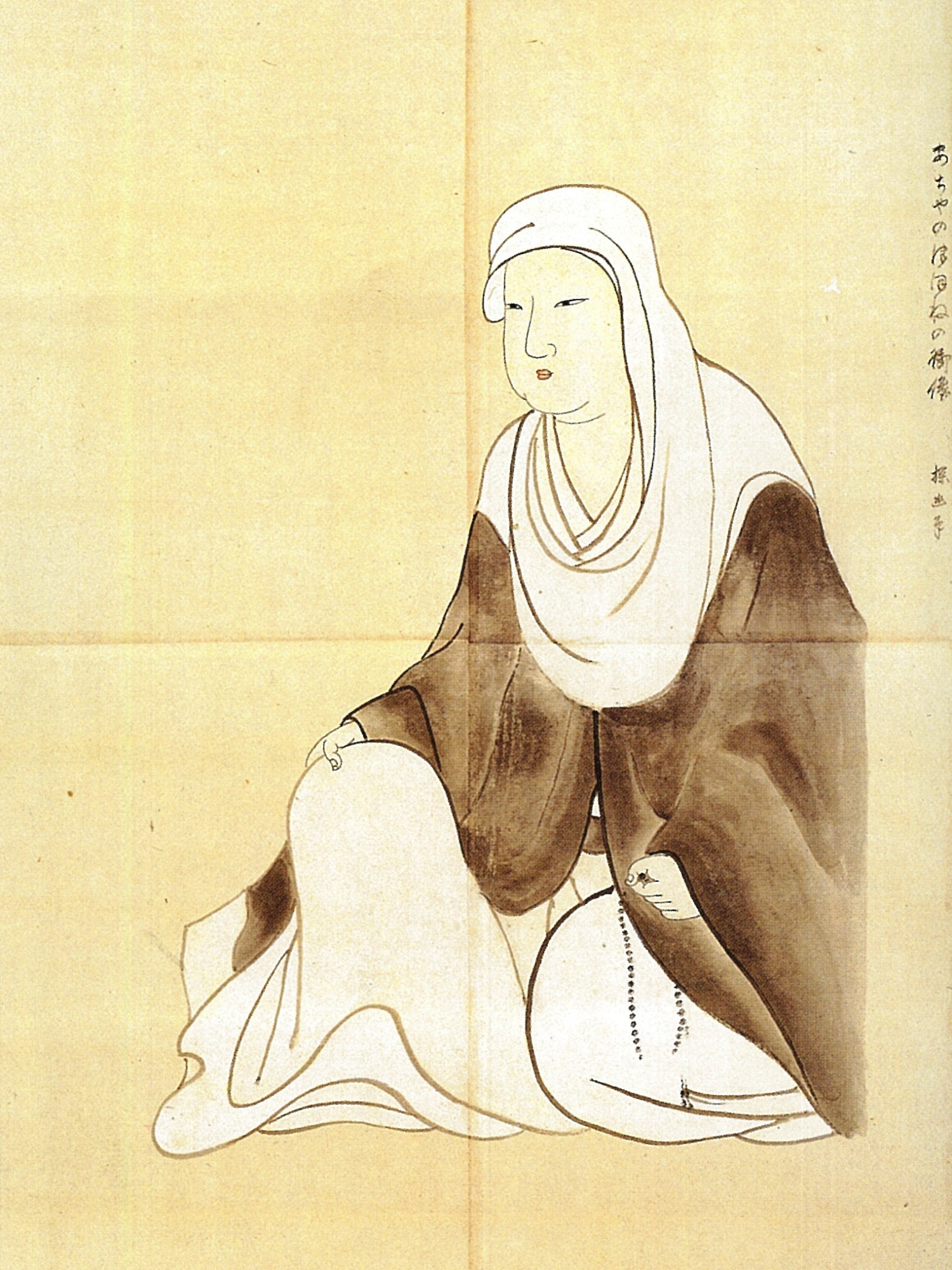
雲光院像（德川記念財団蔵）

雲光院（うんこういん、天文23年2月13日（1554年3月16日）-寛永14年1月22日（1637年2月16日））は、戦国時代から江戸時代前期にかけての女性。徳川家康の側室。飯田氏。名は須和。号は阿茶局、民部卿、一位局、一位尼。実子として神尾守世、神尾守繁、養子として神尾元勝、菊姫がいる。

## 経歴
父は飯田直政（久右衛門）、甲斐武田家の家臣であった。
今川家の家臣で主家没落後に一条信龍に属した神尾久宗（孫兵衛）に嫁いだ（『江東区史』では、孫兵衛忠重）。久宗との間に二男（神尾守世、神尾守繁）をもうける。天正5年（1577年）7月に久宗は亡くなる。
その後、天正7年（1579年）に家康に召された。戦場においても幾度となく家康に供奉し、小牧・長久手の戦いの陣中で一度懐妊するも流産した。天正17年（1589年）に亡くなった西郷局の替わりに徳川秀忠と松平忠吉を養育しており、長男の神尾守世も秀忠に近侍した。
才知に長け、奥向きの諸事一切を家康より任されており、例えば慶長13年（1608年）に毛利秀就へ喜佐姫が嫁いだ際には、本多正信と共に付属する女房衆へ宛行う切米の書立に署名をしている。また慶長16年（1611年）に徳川義直が疱瘡を患った際に、家康がその症状が軽いことを伝える自筆書状の宛先には、実母のお亀の方以外に阿茶局の名もある。また慶長19年（1614年）の大坂冬の陣では、常高院や大蔵卿局と会見して和議の成立に尽力した。
家康の死後に江戸に移り、竹橋に屋敷と300石の化粧料が与えられた（後に神田鎌倉町に移転）。雲光院と号したが、剃髪はせず、秀忠の没後に正式に剃髪したともされる。元和6年（1620年）に徳川和子入内の際に母親代わりの守役を務めた功により、後水尾天皇より従一位を授けられ、一位局・一位尼と称されるようになった。
寛永7年（1630年）の秀忠・家光上洛時に供奉する。
寛永14年（1637年）1月22日、死去。83歳。墓所は雲光院（東京都江東区三好）と上徳寺（京都市下京区）。法号は雲光院殿従一位尼公松誉周栄大姉（『江東区史』では、雲光院殿一位尼公正誉周栄大姉）。

## 系譜
- 祖父：飯田筑後守
- 父：飯田直政（久左衛門）
- 弟：飯田又左衛門
- 養子：菊姫
- 養子：神尾元勝
- 子：神尾守世
- 子：神尾守繁

## 登場作品

### 映画
- 真田幸村の謀略（1979年・東映　演：亀井光代）
- 関ヶ原（2017年・東宝　演：伊藤歩）

### テレビドラマ
- 戦国太平記 真田幸村（1966年・TBSドラマ　演：細川ちか子）
- 関ヶ原（1981年・TBSドラマ　演：京塚昌子）
- おんな太閤記（1981年・NHK大河ドラマ　演：篠ひろ子）
- 徳川家康（1983年・NHK大河ドラマ　演：上村香子）
- 大奥（1983年・関西テレビ　演：津島恵子）
- 真田太平記（1985年・NHK　演：三條美紀）
- 春日局（1989年・NHK大河ドラマ　演：和田幾子）
- 葵 徳川三代（2000年・NHK大河ドラマ　演：三林京子）
- 武蔵 MUSASHI（2003年・NHK大河ドラマ　演：泉晶子）
- 大奥～第一章（2004年・フジテレビ　演：宇津宮雅代）
- 戦国自衛隊 関ヶ原の戦い（2006年・日本テレビ　演：荻野目慶子）
- 江〜姫たちの戦国〜（2011年・NHK大河ドラマ　演：山野海）
- 影武者徳川家康（2014年・テレビ東京　演：朱花）
- 真田丸（2016年・NHK大河ドラマ　演：斉藤由貴）
- どうする家康（2023年・NHK大河ドラマ　演：松本若菜）